# クヌート・ハウケリード
クヌート・ハウケリード（Knut Haukelid, 1911年5月17日 - 1994年3月11日）は、ノルウェーの軍人、第二次世界大戦期のレジスタンス活動家。ナチスドイツの核兵器開発を妨害する破壊工作を行った。
アメリカ合衆国ニューヨーク市生まれ。マサチューセッツ大学とドイツのベルリンで学び、ドイツのノルウェー侵攻を受けてノルウェー軍に入った。1943年2月27日に他の工作員らとともにドイツが運営するノルウェーテレマルク県の重水工場に侵入し、施設を爆破した（ノルスク・ハイドロ重水工場破壊工作）。この功績などによりハウケリードは後に多数の勲章を授与された。
クヌート・ハウケリードの双子の妹シグリッド・ギュリーはアメリカ合衆国で女優となった。